# Direction des affaires culturelles océan Indien

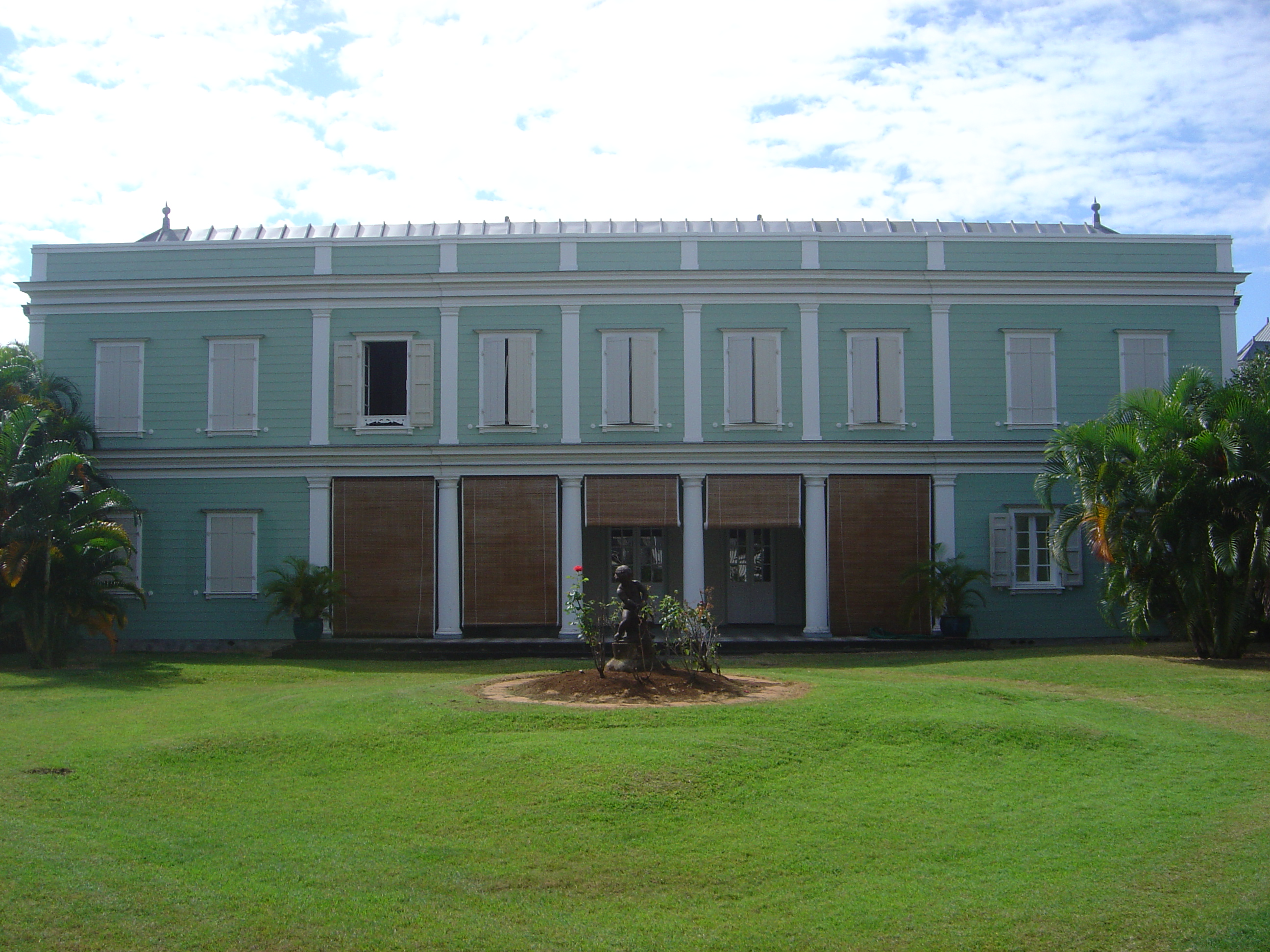
La villa Déramond-Barre, à Saint-Denis, siège du service patrimoine de la Direction des affaires culturelles océan Indien.

La Direction des affaires culturelles océan Indien ou DAC OI, appelée Direction régionale des affaires culturelles de La Réunion ou DRAC de La Réunion jusqu'au 1er janvier 2011, est le service déconcentré de l'État français chargé de la culture sur l'île de La Réunion, département d'outre-mer français dans le sud-ouest de l'océan Indien. Elle a son siège rue Labourdonnais à Saint-Denis, le chef-lieu, ainsi que des locaux dans la villa Déramond-Barre, rue de Paris, dans la même commune.